# Pérez Millán
Pour les articles homonymes, voir Millan.
Pérez Millán est une localité argentine située dans le partido de Ramallo, dans la province de Buenos Aires.

## Démographie
La localité compte 4 510 habitants (Indec, 2010), ce qui représente une augmentation de 26 % par rapport au recensement précédent de 2001 qui comptait 3 633 habitants.

## Religion
| Archidiocèse | San Nicolás de los Arroyos |
| ------------ | -------------------------- |
| Paroisse     | San Carlos Borromeo        |